# التصحر في سوريا
تعد الجمهورية العربية السورية بلدًا ذو مناخ جاف وشبه جاف، وتشير الدراسات إلى أنّ التصحر بات يُهدّد مساحات كبيرة من ألأراضي السوريّة، وتقدر بحوالي 109 كيلو مترًا مربعًا أي ما يُقارب 59% من مساحة سوريا.

## أسباب التصحر في سوريا
تعود أسباب التصحر إلى عدّة عوامل، أهمها:
- تعاقب نوبات الجفاف، وتغيرات مختلفة في عناصر المناخ.
- الاستثمار الخاطئ للموارد الطبيعية.
- تلوث التربة بالمبيدات، المعادن الثقيلة، المواد الكيميائية المختلفة، المواد البترولية، نواتج الصناعات المختلفة وغيرها.
- تدهور الغطاء النباتي، وسوء استخدام الأراضي والموارد المائية.
- تملح التربة.

## نتائج التصحر في سوريا
أدّت ظاهرة التّصحر إلى حدوث العديد من الآثار الاقتصادية والاجتماعية السلبية في سوريا، أهمها:
- تراجع مساحة المراعي؛ ممّا أدى إلى تأثّر أعداد الثروة الحيوانيّة، إذ قُدّرت قيمة الخسارة في الإنتاج العلفي بحوالي 5.8 مليار ليرة سورية سنويًا لكامل مساحة المراعي الطبيعية.
- انخفاض إنتاج الغابات من الأخشاب؛ بسبب تراجع المساحات التي كانت قائمة فيها، رغم وجود جهود كبيرة مبذولة في مجال التشجير والتحريج الصناعي؛ إذ بلغت الخسارة الناتجة عن كل هكتار يخرج من المساحات المحرجة حوالي 25 ألف ليرة سورية سنويًا.
- نزوح سكان المناطق المتصحرة بحثًا عن مصادر للعيش إلى المدن المجاورة، ممّا أحدث زيادة في الضغط على خدمات ومرافق تلك المدن، وهذا أدّى إلى انخفاض مستوى الخدمات، وزيادة الحاجة إلى المزيد من الاستثمارات الحكومية والخاصة؛ من أجل تغطية الاحتياجات المتزايدة فيها.

## أنظر أيضاََ
- التصحر في الأردن
- التصحر في الوطن العربي
- التصحر
- اليوم العالمي لمكافحة التصحر والجفاف
- التصحر في فلسطين